# خوسه آنتونیو ارمیدا
خوسه آنتونیو ارمیدا (اسپانیایی: José Antonio Hermida‎؛ زادهٔ ۲۴ اوت ۱۹۷۸) دوچرخه‌سوار اهل اسپانیا است.
وی در مسابقات کشوری و بین‌المللی در مجموع برندهٔ ۱ مدال طلا، ۱ مدال نقره، ۲ مدال برنز شده‌است.